# Kerry South (kiesdistrict)
Kerry South is een kiesdistrict dat in Ierland gebruikt wordt bij de verkiezingen voor Dáil Éireann, het lagerhuis van het Ierse parlement. Het omvat het zuidelijke deel van het graafschap Kerry, met daarin onder meer Killarney. 
Bij de verkiezingen in 2002, waren er 51.761 kiesgerechtigden. Zij konden 3 zetels voor de Dáil kiezen. Een zetel ging naar Fianna Fáil, 1 zetel voor Labour en 1 zetel was voor een onafhankelijke kandidaat. De huidige minister voor Kunst, Sport en Toerisme,  John O'Donoghue, is TD voor Fianna Fáil in Kerry South. 
Bij de verliezingen in 2007 verloor Labour zijn zetel, deze ging naar Fine Gael, Fianna Fáil en het onafhankelijke lid behielden hun zetel.